# Kyösti Kallio
Kyösti Kallio (n. 10 aprilie 1873 – d. 19 decembrie 1940) a fost cel de al patrulea președinte al Finlandei (1937–1940). A fost un lider proeminent al Ligii Agrare și fusese în prealabil prim ministru de patru ori.
1. ↑  Kyösti Kallio (în suedeză), Biografiskt lexikon för Finland
2. 1 2  Kyösti Kallio, Hrvatska enciklopedija[*]
3. 1 2  Kyösti Kallio, Autoritatea BnF
4. 1 2  Kyösti Kallio, Opća i nacionalna enciklopedija
5. 1 2 3 4 5  Enciclopedia universal ilustrada europeo-americana[*], p. 323-324 Verificați valoarea |titlelink= (ajutor)
6. ↑  Vuoden 1907 eduskuntavaaleissa valitut kansanedustajat (PDF) (în finlandeză), Suomen oikeusministeriö[*], accesat în 29 mai 2017